# 抱樸
特定非営利活動法人 抱樸（ほうぼく）は、北九州のホームレスを支援することを目的として設立された日本の認定特定非営利活動法人（NPO法人）。

## 沿革
1988年、東八幡キリスト教会牧師の奥田知志らプロテスタント教会関係者と福岡日雇労働組合員による野宿労働者の調査をおにぎり持参で行ったことから、有志による炊き出しが始まり、北九州越冬実行委員会として発足。その後、北九州市を中心にホームレスの自立支援活動を実施。
2000年、NPO法人として認証を受け、団体名を北九州ホームレス支援機構に改名し、奥田が理事長に就任。2004年、国税庁より認定NPO法人として認証を受けた。しかしその後、一度自立した人がまたホームレスに戻る事例も増えたことから、高齢となった元ホームレスのための共同住居として『抱樸館北九州』（ほうぼくかんきたきゅうしゅう）を八幡東区に開設。2014年、活動25周年を機に、支援対象を障がい者にも広げたことから、現在の法人名抱樸（ほうぼく）に改めた。

## ハウスレスとホームレス
益田仁（長崎国際大学）によると、同機構はその支援理念において物理的困窮と関係性における困窮を峻別して捉えており、これは同機構の特徴であるとしている。同機構では物理的困窮をハウスレス、関係の困窮をホームレスと呼び分けている。「屋根の下」に入ること（ハウスレスからの脱却）のみではホームレスから脱却した事にはならないと捉え、関係の困窮の解消（ホームの回復）までを目的として掲げており、「日常の人間関係や居場所といったインフォーマルな資源」までを提供するという「ホームレス支援における今日的課題」への対応のあり方の好例として取り上げられている。また、この「北九州型の支援方式」は、ホームレスの支援活動の歴史が浅い自治体での支援状況を改善する上でのヒントとなる可能性が指摘されている。平成29年度スマートウェルネス住宅等推進事業|スマートウェルネス住宅等推進モデル事業に採択された。

## 活動
2003年より北九州市と連携、そのほか福岡市、福岡県、厚生労働省等の行政機関との連携を通じ、これまで1600人を超えるホームレスの自立支援および自立後の生活支援を実施。北九州市から下関市、福岡市にわたって活動している。
主な働きは以下の3部門に大別される。
いのちを守る基礎的支援炊き出し、夜回り、襲撃対応、緊急の場合の病院への付き添いなどの生命を守る活動
自立支援就労自立を目的とした各種活動・施設運営
ホームレスを生まない社会の形成地域で孤独にならないためのアフターケア、ボランティア養成、情報発信、啓発活動、行政・大学・病院・ボランティア団体との連携
2016年3月末現在、185名の正会員、375名の賛助会員、99名の有給スタッフ、平均約80名の炊き出しボランティア、平均約40名のパトロールボランティア、約80名のお見舞い・声かけ・カード作りボランティアで活動している。

### 希望のまちプロジェクト
福岡県北九州市に様々な機能を持った複合型社会福祉施設を建設し、そこを拠点にコンセプトとしての「まち」を拡げていきたいとする「希望のまちプロジェクト」を推進している（顧問：村木厚子）。